# Le magicien
Le magicien er en fransk stumfilm fra 1898 af Georges Méliès.